# Mario Maya
Mario Maya (Córdoba, 1937. október 23. − Sevilla, 2008. szeptember 27.), spanyol flamenco táncos.

## Pályafutása
Mario Maya rossz körülmények között nőtt fel a granadai Sacromonte környékén.  Madridban tanult. Sámos jól ismert flamenco táncossal dolgozott együtt, mint például Manolo Caracol énekessel.
1956-tól 1958-ig Pilar López Júlvez balettársulatának a tagja volt, akivel több országban is turnézott. 1959-ben szerepelt a Tablao Corral de la Morería madridi tabladoban.
Mario Maya táncpárt alakított La Chungával (sz.: Micaela Flores Amaya). A madridi Biombo Chinóban debütáltak, az turnéztak Venezuelában, Kubában, Puerto Ricóban, az Egyesült Államokban, Argentínában és Kolumbiában. 1961-ben María Baenával lépett fel a madridi Torres Bermejas flamenco színpadon, majd újabb amerikai turnén vett részt.
1965-ben New Yorkba költözött. Ott az Alvin Ailey és Alwin Nikolais táncakadémiáján modern táncot tanult. A következő évben a Columbia Artist Management szerződtette.
Visszatérvén Spanyolországba feleségével, Carmen Morával és El Güito-val létrehozta a „Trío Madrid”ot, amely nagy sikerrel szerepelt flamenco színpadokon és fesztiválokon.
A „Show Ceremonial” című műsora volt az első kísérlete egy új típusú flamenco-előadás megalkotására, amely az olykor heves ellenségeskedés ellenére sem zárkózott el a spanyol cigányok üldözésének és marginalizálásának megvitatásától.
Felesége 1981-ben bekövetkezett halála után tanári állást vállalt Granadában. 1983-ban megalapította a „Mario Maya flamenco” balett- és dzsessz oktatási központot Sevillában.

## Díjak
- National Dance Award (1971)
- Juana la Macarrona Award (1977)
- Andalusian Silver Medal (1986)
- National Dance Award (1992)
- Giraldillo (2008)

## Fordítás
Ez a szócikk részben vagy egészben  a   Mario Maya című német Wikipédia-szócikk ezen változatának fordításán alapul.  Az eredeti cikk szerkesztőit annak laptörténete sorolja fel. Ez a jelzés csupán a megfogalmazás eredetét és a szerzői jogokat jelzi, nem szolgál a cikkben szereplő információk forrásmegjelöléseként.